# Witold Conti
Witold Conti, właśc. Witold Konrad Kozikowski (ur. 2 lutego 1908 w Berlinie, zm. 26 maja 1944 w Nicei) – polski aktor i śpiewak.

## Kariera artystyczna
Syn Stanisławy i Maksymiliana Kozikowskich. Jego ojciec pełnił funkcję kierownika Państwowego Urzędu Pośrednictwa Pracy. W 1920 wyemigrował do Polski z Niemiec. Studiował prawo na Wydziale Prawa Uniwersytetu Poznańskiego, w tym samym czasie uczył się śpiewu u profesora Zygmunta Zawrockiego. Po pewnym czasie wyjechał do Paryża, gdzie miał kontynuować studia prawnicze, jednak rozpoczął wówczas studia w klasie skrzypiec i wokalistyki tamtejszego konserwatorium muzycznego. Podczas studiów w Paryżu rozpoczęła się jego przyjaźń z Polą Negri. W latach 1930–1938 występował w warszawskich teatrach rewiowych, kabaretach oraz w filmach fabularnych. Okazjonalnie występował także w Teatrze Letnim oraz Operetce przy ulicy Karowej. Grając w filmach, odtwarzał głównie pierwszoplanowe role przystojnych amantów. Występował także w audycji Podwieczorek przy mikrofonie na antenie Polskiego Radia.

## Życie prywatne
Był osobą biseksualną. Na początku swojej kariery artystycznej był w związku z Karolem Szymanowskim. Relacja ta trwała zaledwie kilka miesięcy i zakończyła się w czerwcu 1931, kiedy to Szymanowski związał się z Aleksandrem Szymielewiczem.
W 1934 zaręczył się z Zofią Haliną Margulesówną, córką Stanisława Margulesa, dyrektora generalnego zakładów zbrojeniowych „Pocisk”, którą poślubił 17 lutego 1938 w kościele Ewangelicko-Reformowanym w Warszawie. Z małżeństwa tego pochodził syn Janusz (ur. 12 lipca 1939 w Warszawie).
Po wybuchu II wojny światowej, we wrześniu 1939 wyjechał z żoną i synkiem do Wilna, skąd przedostał się do Francji, gdzie podczas  wojny występował w ośrodkach polonijnych. Zginął w Nicei podczas bombardowania przez Brytyjczyków zaplecza armii niemieckiej, okupującej tę część Francji. Pogrzeb Contiego odbył się 29 maja 1944 na cmentarzu Caucade w Nicei. Po wojnie żona Contiego wyszła powtórnie za mąż za amerykańskiego żołnierza Roberta Osthoffa. Wkrótce rodzina przeniosła się do Albuquerque, gdzie dorastał także syn Witolda – Janusz Kozikowski (mąż Nancy Kozikowski), znany artysta plastyk.

## Filmografia
- 1930: Janko muzykant jako starszy Janko Muzykant
- 1931: Burza nad Zakopanem (Der Bergführer von Zakopane)
- 1932: Głos pustyni jako sierżant Tarnowski
- 1932: Rok 1914 jako Jerzy Mirski
- 1933: Każdemu wolno kochać jako gwiazdor rewiowy
- 1934: Śluby ułańskie jako Jan Załęski
- 1936: Straszny dwór jako Stefan
- 1936: Mały marynarz jako porucznik Kotowicz
- 1937: Ułan księcia Józefa jako porucznik Andrzej Zadora

## Nagrody
- 1938: nagroda ministra przemysłu i handlu podczas Festiwalu Filmowego Targi Wschodnie we Lwowie za rolę porucznika Andrzeja Zadora w filmie Ułan księcia Józefa[13]